# Kramersfeld
Kramersfeld ist ein Stadtteil der kreisfreien Stadt Bamberg im bayerischen Regierungsbezirk Oberfranken.

## Lage
Kramersfeld liegt im Nordosten der Stadt Bamberg. In unmittelbarer Nähe befindet sich der Flugplatz Bamberg-Breitenau. Der Ortsteil ist über die Buslinie 914 an das Stadtzentrum angebunden und liegt nahe der Autobahnen A 70 und A 73.

## Geschichte
Am 1. Januar 1970 wurden die Ortsteile Kramersfeld und Bruckertshof der Gemeinde Hallstadt ins Stadtgebiet von Bamberg eingegliedert.

## Baudenkmäler

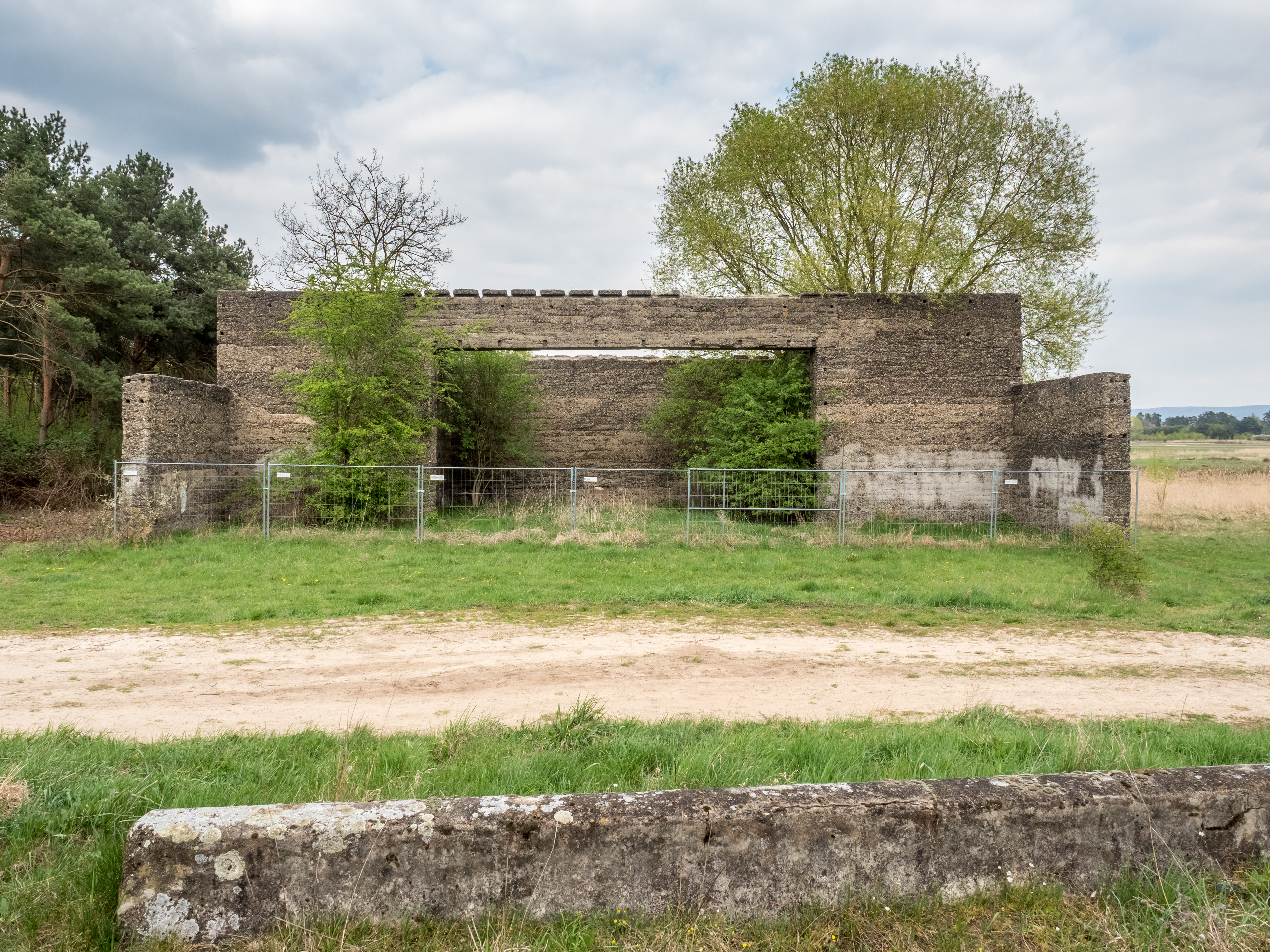
Schießstand, 1917–1919 errichtet

In der Liste der Baudenkmäler in Bamberg ist für Kramersfeld ein Baudenkmal aufgeführt:
- Der Schießstand, eine Betonkonstruktion, wurde in den Jahren 1917–1919 errichtet. Das Bauwerk der ehemaligen königlich bayerischen Militärfliegerschule Nr. 6 diente zur Justierung von Bordmaschinengewehren.